# Socialisme i ét land
Socialisme i ét land er en teori fremsat af Joseph Stalin i 1924 og udviklet af Nikolaj Bukharin i 1925 og vedtaget som sovjetisk politik. Efter de mislykkede kommunistiske revolutioner i flere europæiske lande mellem 1917 og 1921 stod Sovjetunionens kommunistiske parti overfor opgaven at styrke Sovjetunionen internt. Teorien stod i modsætning til Trotskijs teori om den permanente revolution.

## Baggrund
I 1878 formulerede formanden for den bayerske afdeling af det socialdemokratiske parti i Tyskland, Georg Vollmar første gang teorien om opbygningen af socialisme i ét land og offentliggjorde teorien i 1879 i artiklen "Den isolerede socialistiske stat" (tysk: Der isolierte sozialistische Staat) i Zürich-tidsskriftet "Jahrbuch für Sozialwissenschaft und Sozialpolitik".
I artiklen "Om parolen Europas Forenede Stater", offentliggjort i nummer 44 i avisen "Socialdemokraten" i 1915, skrev Lenin:
| Citat | Ujævn økonomisk og politisk udvikling er en absolut lov under kapitalismen. Det følger heraf, at socialismens sejr først er mulig i flere eller endog i et enkelt kapitalistisk land. Det sejrende proletariat i dette land, der har eksproprieret kapitalisterne og organiseret sin egen socialistiske produktion, vil stå op mod resten af den kapitalistiske verden. | Citat |
|       | |       |

I rapporten om udenrigspolitik på det fælles møde for den centrale eksekutivkomité og Moskva Sovjet, som fandt sted den 14. maj 1918, sagde Lenin følgende:
| Citat | Jeg ved, der er vismænd, der tror, de er meget klog og endda kalder sig socialister, der påstår, at det ikke tager lang tid, før revolutionen bryder ud i alle lande. De er ikke klar over, at de ved at sige dette svigter revolutionen og går over til borgerskabet. At vente til de arbejdende klasser skaber en revolution i international målestok betyder at indefryse alle forhåbninger. Det er noget vrøvl. | Citat |
|       | |       |

Nederlaget for en række proletariske revolutioner i Europa (herunder Tyskland og Ungarn) tvang Josef Stalin til at udvikle ideen om at opbygge socialisme i et enkelt land. Efter Lenins død byggede Stalin på Lenins udtalelser som grundlag for tesen om opbygning af socialisme i ét land.
I "Om Leninismens grundlag", udgivet i 1924, skrev Stalin om at opbygge socialisme i ét land:
| Citat | Men omstyrtelsen af borgerskabets magt og proletariatets magtovertagelse i ét land, sikrer ikke socialismens fuldstændig sejr. Efter konsolidering af magten, skal det sejrende proletariatet opbygge et socialistisk samfund. Men betyder det, at det derved har opnået socialismens fuldstændige og endelige sejr, og kan et enkelt land endelig konsolidere socialismen og fuldt ud garantere, landet mod intervention, og dermed mod restaurering af kapitalismen? Nej, det kan det ikke. Dette kræver revolutionens sejr, i det mindste i flere lande. Derfor er udvikling og støtte til revolution i andre lande en væsentlig opgave for den sejrrige revolution. Derfor kan det socialistiske land ikke betragte sig selv som en isoleret enhed, men som en hjælp, som et middel til at fremskynde den proletariske sejr i andre lande. | Citat |
|       | |       |

I april 1925 udkom Bukharins brochure "Kan vi opbygge socialismen i ét land uden det vesteuropæiske proletariats sejr?" (russisk: Можем ли мы построить социализм в одной стране при отсутствии победы западно-европейского пролетариата?), Hvor han udviklede ideen med at opbygge socialisme i et enkelt land. Vikelighedsgørelsen indledtes efter offentliggørelsen af Stalins artikel, "Vedrørende spørgsmål om leninismen" (russisk: Вопросы ленинизма) i januar 1926 
Ved årsskiftet 1925-1926 år afvistes ideen om statens umiddelbare bortvisnen og Kominterns arbejde for fremskyndelsen af revolutionerne i Vesteuropa blev neddæmpet for at styrke Sovjetunionens forsvarsevne. I årene 1925-1928 gennemførtes fuldstændig overgang til Ny økonomisk politik.
Begrebet at opbygge socialisme i ét land er blevet kritiseret af Zinovjev og Trotskij. Ifølge trotskisterne, er ideen i modstrid med de grundlæggende principper i marxismen i almindelighed og i særdeleshed Lenins opfattelse: At socialismens sejr i et land ville være direkte proportional med sejr for den proletariske revolution i de udviklede lande i Vesteuropa.

## Engels om umuligheden af at opbygge socialisme i ét land
Adspurgt om det er muligt at opbygge socialisme i ét land, skrev Engels i 1847 i sin artikel "Kommunismens principper":
| Citat | Kan ... revolution finde sted i et land alene? Svar: Nej, storindustrien har allerede gennem at have skabt et verdensmarked ført alle jordens folk sammen, først og fremmest de civiliserede, så hvert enkelt folk er afhængigt af hvad der sker hos et andet. Dessutom har den ført samfundsudviklingen til samme niveau i disse lande således at de afgørende samfundsklasser overalt udgøres af bourgeoisiet og proletariatet, kampen mellem de to klasser er blevet dagens hovedmodsætning. Den kommunistiske revolution bliver ikke bare en national sådan; men bliver en revolution som kommer at foregå i alla civiliserede lande d.v.s. i det mindste England, Amerika, Frankrig og Tyskland. I disse lande vil revolutionen udvikles hurtigere eller langsommere afhængigt af om det ene eller det andet land har en udviklet industri eller en større rigdom. Hvis det bliver i Tyskland, vil revolutionen tage lang tid at gennemføre. I England derimod kommer det at gå hurtigere og lettere. Revolutionen kommer også få en betydende påvirkning på øvrige lande i verden og vil sætte fart på og fuldstændigt forandre deres hitidige udvikling. Det er en universel revolution og får derfor en universell påvirkning. | Citat |
|       | |       |

## Den leninistiske teori om opbygge socialisme i ét land
Ifølge Stalin er begrebet om opbygning af socialismen i ét land en videreudvikling af den leninistiske ideologi. I artiklen "En kammerat Ivanovu, Ivanu Filippovitju" (russisk: Ответ товарищу Иванову, Ивану Филипповичу), publiceret 14. februar 1938 i Pravda delte Stalin spørgsmålet om socialismens sejr i et land i to dele. Først behandlede artiklen problemet med interne relationer, hvis løsning er kun mulige gennem tilrettelæggelse af partiet samarbejde med bønderne.
Idet han citerede Lenin, skrev Stalin, at på trods af Trotskijs, Zinovjevs og Kamenevs aktiviteter, "har vi alt det nødvendige for at bygge et komplet socialistisk samfund".
Den anden del behandlede spørgsmålet Sovjetunionens forhold til andre lande, nemlig muligheden for genoprettelse af kapitalismen. Stalin skrev, at den endelige sejr socialismens i Sovjetunionen kun ville være muligt med støtte fra arbejdere i udlandet.